# Divya Deshmukh
Divya Jitendra Deshmukh est une joueuse d'échecs indienne née le 9 décembre 2005, vainqueure de la Coupe du monde féminine 2025.
Au 1er avril 2019, à treize ans, elle est la troisième joueuse indienne et la 43e joueuse mondiale avec un classement Elo de 2 432 points,.

## Biographie et carrière
Divya Deshmukh a appris à jouer aux échecs à six ans. 
Elle a remporté :
- trois titres de championne d'Inde de la jeunesse ;
- trois titres de championne du monde d'Asie de la jeunesse ;
- un titre de championne du Commonwealth (en 2017) ;
- quatre médailles dans les championnats du monde de la jeunesse, dont le titre de championne du monde en 2014 (moins de dix ans) et 2017 (moins de douze ans).

Elle a obtenu le titre de maître international féminin en 2018.
En 2019, elle remporte le tournoi toutes rondes international Velammal-AICF en janvier-février avec 8 points sur 11 devant huit joueuses mieux classées qu'elle.
Du 19 février au 1er mars 2019, elle participa au tournoi B de l'Open Aeroflot et marqua la moitié des points (4,5/9).
Lors de l'Open HD Bank à Hô-Chi-Minh-Ville, en mars 2019, elle marque 5 points sur 9.
Divya Deshmukh remporte le championnat féminin d'Inde d'échecs en 2022 et le championnat d'Asie individuel en 2023.
En 2024, elle remporte la médaille d'or par équipe et la médaille d'or individuelle au troisième échiquier lors de l' Olympiade d'échecs féminine de Budapest.
Le 28 juillet 2025 Divya Deshmukh remporte la Coupe du monde féminine en battant en finale la joueuse indienne Humpy Koneru 1,5-0,5 lors les départages en parties rapides. Grâce à sa victoire dans ce tournoi majeur de la FIDE, elle obtient le titre mixte de grand maître international sans avoir cumulé les trois normes habituelles de GM et se qualifie pour le tournoi des candidates 2026.